# Hochglend
Hochglend (westallgäuerisch: Hoglend) ist ein Gemeindeteil der Gemeinde Gestratz im bayerisch-schwäbischen Landkreis Lindau (Bodensee).

## Geographie
Der Weiler liegt circa 1,5 Kilometer nördlich des Hauptorts Gestratz und zählt zur Region Westallgäu. Westlich der Ortschaft verläuft die Ländergrenze zu Argenbühl in Baden-Württemberg.

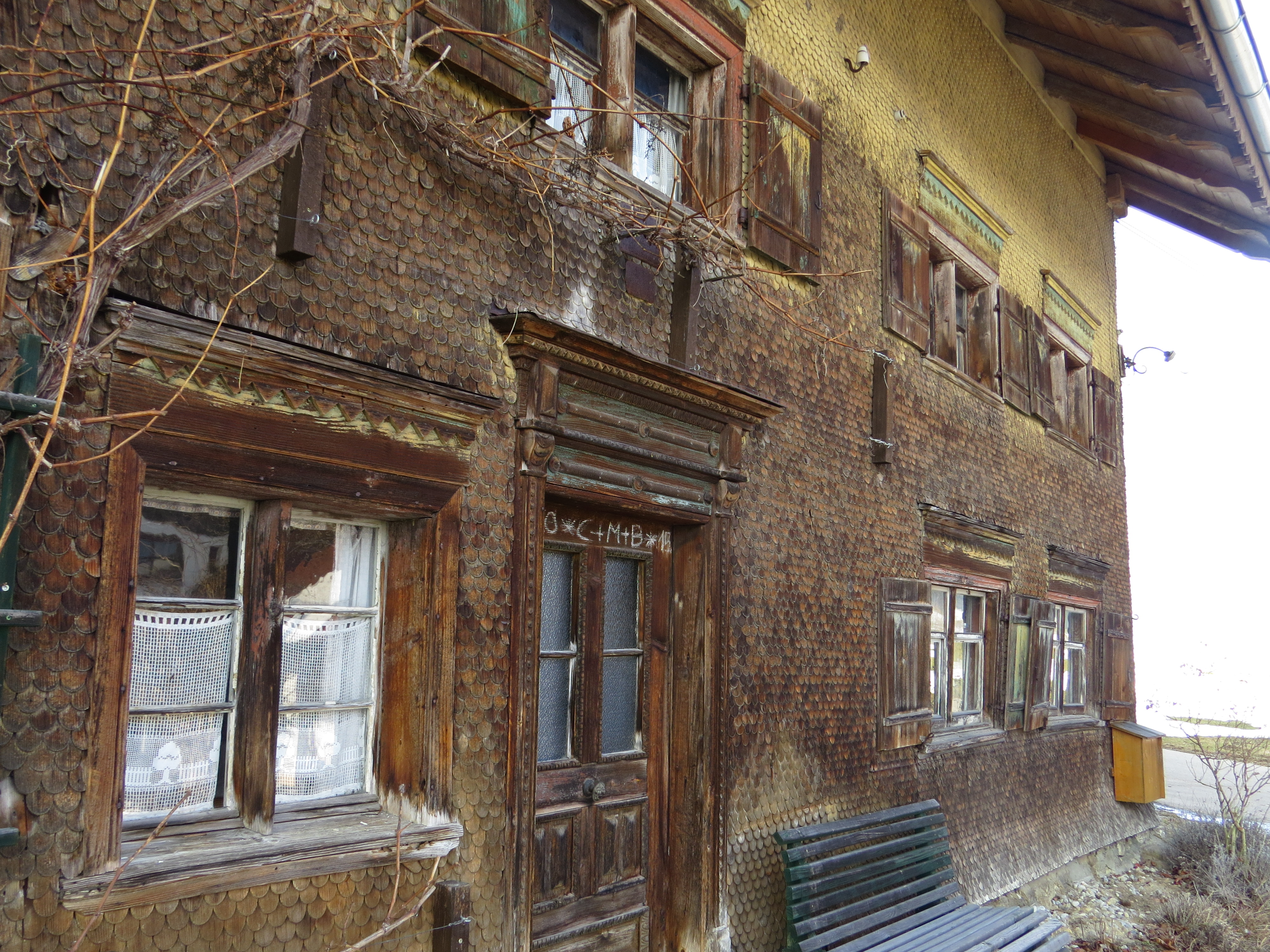
Baudenkmal in Hochglend

## Ortsname
Der Ortsname bedeutet hoch gelegenes Gelände. Die Ersterwähnung Ougglend könnte sich auf das mittelhochdeutsche Wort ouke für Kröte beziehen und somit Gelände, wo es Kröten gibt bedeuten.

## Geschichte
Hochglend wurde erstmals im Jahr 1448 mit Cuntz Hutler im Ougglend urkundlich erwähnt. 1714 fand die Vereinödung des Orts mit sechs Teilnehmern statt. Hochglend gehörte einst dem Gericht Grünenbach in der Herrschaft Bregenz an.

### Inneburg
Südwestlich von Hochglend befindet sich das Bodendenkmal der Inneburg. Ein rund 350 Meter langer und wenige Meter breiter Grat führt zu einer 80 mal 110 Meter großen Befestigungterasse oberhalb von Malleichen. Vermuten lässt sich bei der Inneburg eine vorgeschichtliche Nutzung und eine spätere Nutzung als Fliehburg.

## Baudenkmäler
Siehe: Liste der Baudenkmäler in Hochglend